# Pierwiastek kwadratowy z 5
| Dwójkowo          | 10.0011110001101111...                                                                    |
| Dziesiętnie       | 2.23606797749978969...                                                                    |
| Szesnastkowo      | 2.3C6EF372FE94F82C...                                                                     |
| Ułamek łańcuchowy | {\displaystyle 2+{\cfrac {1}{4+{\cfrac {1}{4+{\cfrac {1}{4+{\cfrac {1}{4+\ddots }}}}}}}}} |

Pierwiastek kwadratowy z liczby 5 (często pierwiastek [arytmetyczny] z 5) – dodatnia liczba algebraiczna, która pomnożona przez siebie daje w wyniku liczbę 5. Oznaczana jest zwykle przy użyciu symbolu pierwiastkowania jako:
{\displaystyle {\sqrt {5}}.}
Jest to niewymierna liczba algebraiczna; jej rozwinięcie dziesiętne z dokładnością do 59 miejsca po przecinku wynosi:
2,23606 79774 99789 69640 91736 68731 27623 54406 18359 61152 57242 7089…
W listopadzie 2019 wartość pierwiastka kwadratowego z liczby 5 w systemie dziesiętnym została wyznaczona z dokładnością co najmniej 2 000 000 000 000 cyfr.
Liczba przybliżona 2,236 określa jego wartość z dokładnością 0,01%. Bliskim ułamkiem jest {\displaystyle {\tfrac {161}{72}}} (2,2361 11111...), choć mianownik tego ułamka ma wartość zaledwie 72, to błąd wartości faktycznej jest mniejszy niż 1/10000.

## Dowód niewymierności
Niech {\displaystyle {\sqrt {5}}} będzie liczbą wymierną, tzn. istnieją dwie takie liczby naturalne {\displaystyle m} oraz {\displaystyle n,} że {\displaystyle {\sqrt {5}}=m/n,} przy czym każdą liczbę wymierną można zapisać w postaci ułamka nieskracalnego, tzn. można założyć o liczniku i mianowniku tego ułamka, iż są względnie pierwsze, tj. ich jedynym wspólnym dzielnikiem jest jedynka.
Podnosząc powyższą równość obustronnie do kwadratu (drugiej potęgi), otrzymuje się {\displaystyle 5=m^{2}/n^{2},} skąd {\displaystyle 5n^{2}=m^{2}.} Ponieważ {\displaystyle 5n^{2}} jest liczbą podzielną przez 5, to i {\displaystyle m^{2}} jest podzielna przez 5. Kwadrat liczby podzielnej przez 5 jest liczbą podzielną przez 5, a niepodzielnej przez 5 – niepodzielną przez 5; stąd liczba {\displaystyle m} jest podzielna przez 5, czyli istnieje taka liczba naturalna {\displaystyle k,} dla której {\displaystyle m=5k.} Podstawienie tego równania do poprzedniego daje {\displaystyle m^{2}=(5k)^{2}=25k^{2},} zatem {\displaystyle 5n^{2}=25k^{2},} tj. {\displaystyle n^{2}=5k^{2},} co ponownie oznacza, że liczba {\displaystyle n^{2},} a stąd i {\displaystyle n,} jest podzielna przez 5.
Skoro tak {\displaystyle m,} jak i {\displaystyle n} są podzielne przez 5, to mają dzielnik różny od jedności. Sprzeczność ta dowodzi, że liczba {\displaystyle {\sqrt {5}}} jest niewymierna.

## Geometria
Geometrycznie {\displaystyle {\sqrt {5}}} jest długością przekątnej prostokąta o bokach 1 i 2, co wynika wprost z twierdzenia Pitagorasa. Prostokąt taki można uzyskać przez połowienie kwadratu lub połączenie dwóch identycznych kwadratów bokami. Korzystając z algebraicznej relacji między {\displaystyle {\sqrt {5}}} a {\displaystyle \varphi ,} można wprost przejść do geometrycznej konstrukcji złotego prostokąta z kwadratu.

## Złoty podział

Konstrukcja złotego prostokąta

Wartość √5 występuje przy zapisywaniu wartości złotej liczby w postaci ułamka zwykłego
{\displaystyle \varphi ={\frac {{\sqrt {5}}+1}{2}},}
jak również jej odwrotności
{\displaystyle {\frac {1}{\varphi }}={\frac {2}{{\sqrt {5}}+1}}={\frac {{\sqrt {5}}-1}{2}}.}
Przekształcając powyższe wzory, można zauważyć, że
{\displaystyle {\sqrt {5}}=2\varphi -1=\varphi +{\frac {1}{\varphi }}.}